# Frank Black and the Catholics (álbum)
Frank Black and the Catholics es el cuarto álbum en solitario de Frank Black, y el primero con la banda que llamó Frank Black and the Catholics. Los músicos de la banda habían participado en el álbum previo de Black, The Cult of Ray, pero no sería hasta este álbum que adopataran este nombre. El álbum se grabó en dos pistas en dos días en 1997, pero una disputa con American Recordings, por el sonido "crudo" del álbum, retrasó su lanzamiento dieciocho meses. Finalmente, se lanzó en junio de 1998 en formato MP3 en GoodNoise.com (precursor de eMusic), siendo el primer álbum de un artista reconocido en lanzarse a través de internet. Después, el álbum se editó a finales de año en CD por SpinART en los Estados Unidos. Durante esta espera, Lyle Workman abandonó la banda para ser sustituido por Rich Gilbert, con el que Black comenzaría a preparar su siguiente álbum, Pistolero.

## Lista de canciones
Todas las canciones compuestas por Frank Black; excepto donde se indique lo contrario.
1. "All My Ghosts"
2. "Back to Rome"
3. "Do You Feel Bad About It?"
4. "Dog Gone"
5. "I Gotta Move"
6. "I Need Peace"
7. "King & Queen of Siam"
8. "Six-Sixty-Six" (Larry Norman)
9. "Solid Gold"
10. "Steak 'n' Sabre"
11. "Suffering"
12. "The Man Who Was Too Loud"

## Personal
- Frank Black: guitarra, voz
- Scott Boutier: batería
- David McCaffery: bajo, voz
- Lyle Workman: guitarra principal
- Billy Bowers: Ingeniería